# Município de Crane (condado de Wyandot, Ohio)
Localização do Ohio nos E.U.A.
O município de Crane (em inglês: Crane Township) é um município localizado no condado de Wyandot no estado estadounidense de Ohio. No ano 2010 tinha uma população de 7514 habitantes e uma densidade populacional de 73,31 pessoas por km².

## Geografia
O município de Crane encontra-se localizado nas coordenadas 40° 50′ 57″ N, 83° 15′ 27″ O. Segundo a Departamento do Censo dos Estados Unidos, o município tem uma superfície total de 102.5 km², da qual 101,64 km² correspondem a terra firme e (0,84 %) 0,87 km² é água.

## Demografia
Segundo o censo de 2010, tinha 7514 pessoas residindo no município de Crane. A densidade de população era de 73,31 hab./km².